# Бучакчийський Владислав Олегович
Владислав Олегович Бучакчийський (4 березня 2003, Приазовське) — український професійний футболіст, центральний півзахисник клубу «Прикарпаття» Івано-Франківськ.
З 2020 виступав за юнацькі команди львівського «Руху», але так і не зіграв за основний склад, граючи за команди U-19 та «Рух-2». Сезони 2022/23 та 2023/24 провів у «Прикарпатті» на правах оренди. З літа 2024 грає за «Прикарпаття» на постійній основі.